# Hushållsel
Hushållsel syftar på som namnet antyder, den energi som direkt förbrukas av hushållet. Detta innefattar men är inte begränsat till elapparater som TV, lampor, kylskåp m.m. Till exempel, i ett flerbostadshus är hushållselen generellt den energi som förbrukas i lägenheterna medan el till trapphusbelysning, fläktar, pumpar m.m. brukar klassas som fastighetsel. Hushållsel mäts i kWh (kilowattimmar). 
Att man särskiljer el till hushåll är viktigt till exempel när man skall redovisa fastighetens energiprestanda, då ingår oftast inte hushållsel.

## Fotnoter
1. ↑  Energirådgivningen